# Nadine Riesen
Pour les articles homonymes, voir Riesen.
Nadine Riesen, née le 11 avril 2000 à Saint-Gall, est une footballeuse internationale suisse. Elle évolue au poste de défenseure à l'Eintracht Francfort.

## Biographie
Nadine Riesen naît le 11 avril 2000 à Saint-Gall. Elle grandit à Teufen dans le canton d'Appenzell Rhodes-Extérieures. Elle habite à Berne et travaille comme assistante maternelle à Muri dans le canton de Berne. Elle a un BTS d'assistante dentaire. Elle a fait son école de recrues dans l'armée suisse en tant que sportive.

### En club
Nadine Riesen commence le football au FC Bühler avec lequel elle gagne la coupe de Suisse chez les juniors. Elle rejoint les BSC Young Boys puis le FC Zurich.
Lors de la saison 2021-2022, elle remporte le doublé coupe-championnat avec le FC Zurich.

### En sélection
Elle est sélectionnée pour l'Euro 2022 à la suite de la blessure d'Ella Touon. Elle est sélectionnée pour la coupe du monde 2023.

## Palmarès
FC Zurich
- Championnat de Suisse (2) :
  - Championne en 2021-2022 et 2022-2023
- Coupe de Suisse (1) :
  - Vainqueure en 2021-2022